# آشفته (فیلم ۲۰۱۲)
آشفته (انگلیسی: Deranged؛ کره‌ای: 연가시) فیلمی در ژانر پزشکی فاجعه دلهره‌آور محصول سال ۲۰۱۲ کره جنوبی با بازی کیم میونگ مین، کیم دونگ وان، مون جونگ هی و لی هانی است. این نخستین فیلم دلهره‌آور پزشکی کره جنوبی در مورد یک بیماری همه‌گیر عفونی است (فیلم دیگر مرتبط با این موضوع آنفلوانزا است که در سال ۲۰۱۳ منتشر شد). این فیلم به کارگردانی پارک جونگ وو است و توسط لیم جی یونگ و اُز وان فیلم تولید شده است. آشفته در ۵ ژوئیه ۲۰۱۲ منتشر شد.

## بازیگران
- کیم میونگ مین در نقش جه هیوک
- مون جونگ هی در نقش گیونگ سون[۶]
- کیم دونگ وان در نقش جه پیل[۷][۸][۹]
- لی هانی در نقش یون جو